# PDF-XChange Viewer
PDF-XChange Viewer — безплатна програма для перегляду та редагування PDF-файлів. Надає змогу додавати та редагувати нотатки (має інструмент «друкарська машинка»), додавати стікери (клейкі нотатки), графічну інформацію безпосередньо до PDF-файлу. Підтримує вкладки. Має додаток для безпосередньої роботи у браузерах Internet Explorer і Mozilla Firefox.
Має платну версію з розширеними можливостями — PDF-XChange PRO.

## Можливості
1. Додавання коментарів і анотацій (стікерів) до будь-якого PDF-файлу.
2. Додавання та підтримка Користувацьких штампів (Custom Stamps) з будь-якого файлу малюнку або PDF-файлу і, навіть, Windows Clip board.
3. Дозволяє робити помітки (нотатки), додаючи текст чи об'єкти.
4. Друкувати безпосередньо на будь-якій PDF-сторінці, (not just Adobe enabled forms documents — in Typewriter mode).
5. Експорт PDF-сторінок або цілого файлу в будь-який формат малюнку, що підтримується, включаючи BMP, JPEG, TIFF, PNG тощо.
6. Копіювати текст в буфер обміну з сторінки/файлу.
7. Підтримує роботу з вкладками, як і браузер FireFox
8. Повністю підтримує Javascript.
9. Підтримує JPEG2000 стискання.
10. Має плагіни як для MS IE, так і для Firefox.
11. Має можливість інтеграції зі словниками (такими як: ABBYY Lingvo 12, Translate It!, Lingoes) з можливістю перекладу «на льоту»(on the 'fly').
12. Також можна завантажити Portable версію (4 MB).

## Припинення розробки
13 грудня 2018 року, компанія Tracker Software Products випустила фінальну версію програми, заявивши, що вона більше розроблятися не буде. Всі безкоштовні функції були перенесені в програму PDF-XChange Editor, де вони доступні на тих самих умовах.